# The Gardeners Dictionary

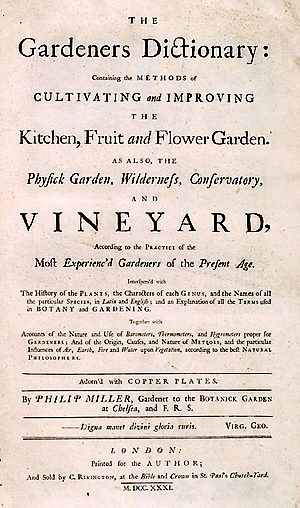
Portada de diccionario

The Gardeners Dictionary (El diccionario de los jardineros) fue una serie de diccionarios de referencias, ampliamente citadas, sobre jardinería. Fue escrito por Philip Miller en 1741. Gran parte de los artículos se centraban sobre todo en las plantas cultivadas en Inglaterra. Muchas ediciones de la serie fueron publicadas en varios países.

## Ediciones
| Año  | Edición | Título(s) |
| ---- | ------- | --- |
| 1741 | 1.ª     | |
| 1748 | 3.ª     | |
| 1754 | 4.ª     | The Gardeners Dictionary. Containing the Methods of Cultivating and Improving All Sorts of Trees, Plants, and Flowers, for the Kitchen, Fruit, and Pleasure Gardens; As Also Those Which Are Used in Medicine. With Directions for the Culture of Vineyards, and Making of Wine, in England. In Which Likewise Are Included the Practical Parts of Husbandry. Abridged From the Last Folio Edition, by the Author, Philip Miller,..., In Three Volumes... The Fourth Edition, Corrected and Enlarged. |
| 1752 | 6.ª     | |
| 1768 | 8.ª     | The Gardeners Dictionary: Containing the Best and Newest Methods of Improving the Kitchen, Fruit, Flower Garden, and Nursery; As Also for Performing the Practical Parts of Agriculture: Including the Management of Vineyards, with the Methods of Making and Preserving Wine, According to the Present Practice of the Most Skilful Vignerons in the Several Wine Countries in Europe. Together With Directions for Propagating and Improving, From Real Practice and Experience, All Sorts of Timber Trees. The Eighth Edition, Revised and Altered According to the Latest System of Biology; and Embellished with Several Copper Plates, Which Were not in Some Former Editions. |

Otras ediciones:
- 1763 (5.ª)
- 1759, 1764 (7.ª)